# Les Aventures d'Hercule
Pour les articles homonymes, voir Hercule (homonymie).
Pour plus de détails, voir Fiche technique et Distribution.
Les Aventures d'Hercule (Le avventure dell'incredibile Ercole) est un film italo-américain réalisé par Luigi Cozzi, sorti en 1985. Il fait suite au Hercule déjà réalisé par Luigi Cozzi en 1983.

## Synopsis
Zeus, qui s'est fait voler sept éclairs par d'autres dieux rebelles à son pouvoir, envoie Hercule sur terre pour les récupérer. Près de Phagesta, un village où un dangereux prêtre sacrifie toutes les vierges à un monstre de feu nommé Antius, Hercule croise les deux dernières survivantes, Urania et Glaucia, qui vont également lui demander son aide.

## Fiche technique
- Titre : Les Aventures d'Hercule
- Titre original : Le avventure dell'incredibile Ercole
- Titre international : The Adventures of Hercules
- Réalisation, scénario : Luigi Cozzi (crédité Lewis Coates)
- Production : Yoram Globus, Menahem Golan, Alfred Pecoriello et John Thompson
- Société de production : Cannon Italia Srl
- Musique : Pino Donaggio
- Photographie : Alberto Spagnoli
- Montage : Sergio Montanari
- Décors : Francesco Cuppini et Massimo Antonello Geleng
- Costumes : Adriana Spadaro
- Pays de production : Italie, États-Unis et Pays-Bas
- Format : Couleurs - 1,85:1 - Dolby - 35 mm
- Genre : Aventure, fantastique
- Durée : 88 minutes
- Date de sortie : 
  - États-Unis : octobre 1985

## Distribution
- Lou Ferrigno (VF : Marc De Georgi) : Hercule
- Milly Carlucci : Urania
- Sonia Viviani (it) : Glaucia
- William Berger : le roi Minos
- Eva Robin's (créditée Eva Robbins) : Dédale
- Claudio Cassinelli : Zeus
- Maria Rosaria Omaggio : Héra
- Carla Ferrigno (créditée Carlotta Green) : Athéna
- Ferdinando Poggi (crédité Nando Poggi) : Poséidon
- Margit Evelyn Newton (créditée Margi Newton) : Aphrodite
- Laura Lenzi : Flora
- Venantino Venantini : le grand prêtre
- Cindy Leadbetter : Ilia, la sacrifiée
- Raf Baldassarre : Atrée
- Serena Grandi : Euryale, la gorgone
- Sandra Venturini : Thétis, la néréide
- Pamela Prati : Arachné
- Alessandra Canale (it) : Déjanire